# プラネット・クレイドル/ワンダーリング
- 千菅春香 > プラネット・クレイドル/ワンダーリング
- マクロスシリーズ > マクロスシリーズ (ゲーム) > マクロス30 銀河を繋ぐ歌声 > プラネット・クレイドル/ワンダーリング

「プラネット・クレイドル／ワンダーリング」は、千菅春香の1枚目のシングル。2013年2月27日にFlyingDogから発売された。

## 概要
「ミス・マクロス30コンテスト」の歌手部門であるシンガー・ウィングでグランプリを獲得した歌手、千菅春香のデビューシングルで、「プラネット・クレイドル」と「ワンダーリング」は、それぞれPS3用ソフト『マクロス30 銀河を繋ぐ歌声』のオープニングテーマとエンディングテーマにそれぞれ起用された。
なお、ディスクジャケットには千菅の演じる同作のヒロインのひとりであるミーナ・フォルテのイラストが描かれている。

## 収録曲
（作詞・作曲・編曲：kz（livetune））
1. プラネット・クレイドル [5:14][1]
  - ストリングスアレンジ：真部裕
  - PS3用ソフト『マクロス30 銀河を繋ぐ歌声』オープニングテーマ
  - 千菅によれば「すべてを包み込むような曲」のため、自身の感情と過去の記憶を織り交ぜて歌ったという。また、ファルセットを用いていることもあり、Dメロからサビにかけて格好良く仕上がっていると述べられている[3]。
2. ワンダーリング [4:34][1]
  - PS3用ソフト『マクロス30 銀河を繋ぐ歌声』エンディングテーマ
  - 「幸せ」をテーマとした、ミーナと千菅の視線を混ぜ合わせた曲[3]。
3. プラネット・クレイドル -instrumental
4. ワンダーリング -instrumental